# 変容大聖堂 (ドニプロ)
変容大聖堂 (ドニプロ)（ウクライナ語: Спасо-Преображенський кафедральний собор、スパソ・プレオブラジェンスキー大聖堂）は、ウクライナのドニプロにあるウクライナ正教会ドニプロペトロウシク教区の中央聖堂である。

## 概要
変容大聖堂の守護祭は主の変容で、毎年8月19日に祝われる。聖堂はドニプロのナヒルナ地区（ソボルニィ地区、ソボルナ広場）に位置する。グリゴリー・ポチョムキンの構想では、聖堂はサン・ピエトロ大聖堂より1アルシン高くなる予定だった。
1786年、ロシア皇帝エカチェリーナ2世が自ら聖堂の礎石を据えた。この式典にはオーストリア皇帝ヨーゼフ2世（ハプスブルク家）も参加し、「エカチェリーナが最初の石を据え、わたしが2番目で最後の石を据えた」と語った。しかし、この時点では基礎のみが建設され、エカチェリーナ2世の死後、壮大な計画は実現しなかった。
現在の聖堂は、縮小された新しい基礎上に1835年に完成した。元の基礎はフェンスの建設に使用され、1990年代に再建された。
1916年2月27日、四旬節の第1週の土曜日、アガピト司教が変容大聖堂で奉神礼を主宰し、助祭フェドル・アンドリーヨヴィチ・チェプルキフスキーを司祭に叙聖した。
1990年代初頭、ウクライナ独立正教会（後にキエフ総主教庁の管轄となる）の変容聖堂共同体が結成され、リディア・ヤツェンコが議長に選出された。共同体は聖堂の南階段で奉神礼を行った。1991年、聖堂のモスクワ総主教庁への移管問題が浮上し、信徒たちはハンガーストライキを宣言。複数の裁判（最高裁を含む）が行われたが、結果は得られなかった。信徒による聖堂占拠の試みは16日間続き、1992年1月21日、変容大聖堂は正式にドニプロペトロウシク教区（モスクワ総主教庁）に移管された。

## 歴史
- 1786年：聖堂の最初の計画が立案されたが、実現しなかった。
- 1835年：聖堂が開堂。
- 1930年–1988年：聖堂での奉神礼が中止。
- 1930年–1941年：ドミトロ・ヤヴォルニツキーの主導で聖堂がドニプロ国立歴史博物館に譲渡され、反宗教博物館として使用。
- 1941年：ナチス・ドイツ占領下で一時的に奉神礼が再開。
- 1975年–1988年：聖堂内に宗教および無神論博物館が設置。
- 1990年代初頭：ウクライナ独立正教会の変容聖堂教区が登録され、聖堂の所有を主張。聖堂の庭で奉神礼を実施。
- 1992年1月21日：聖堂がウクライナ正教会（モスクワ総主教庁）に正式移管。元の外観の修復が開始。

## ギャラリー

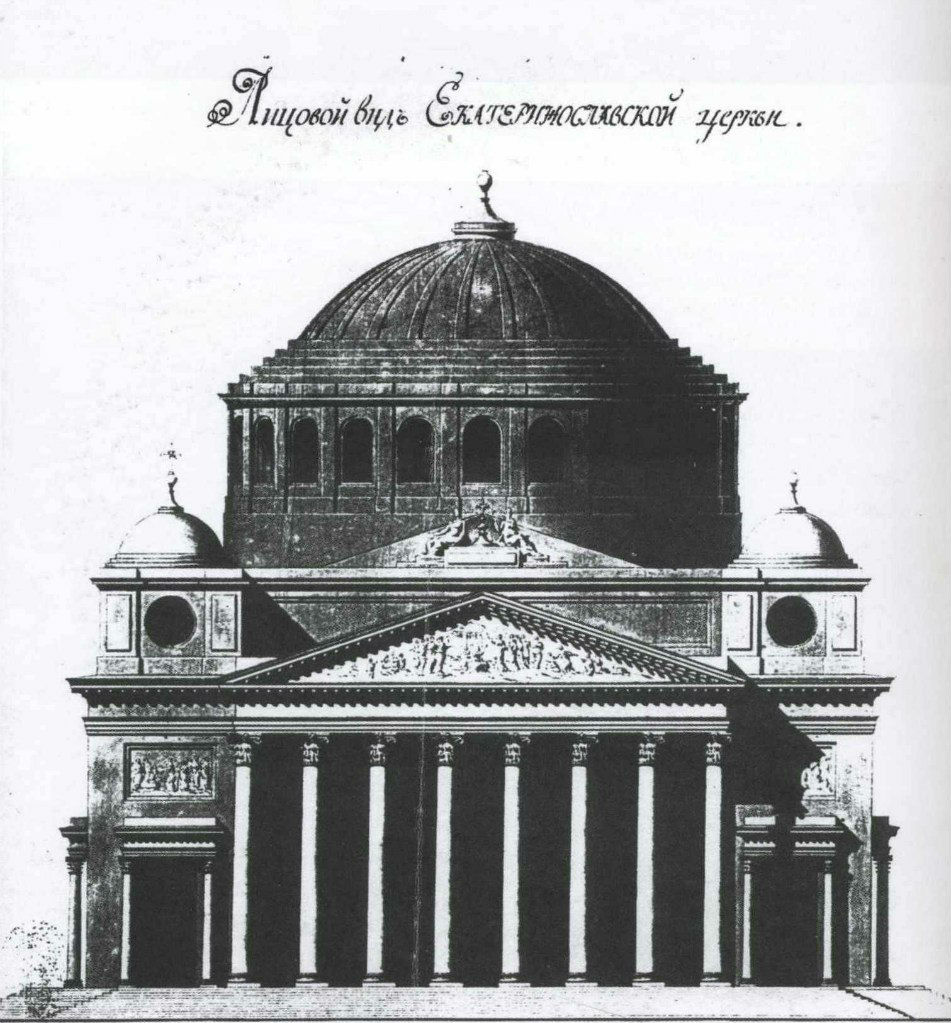
クロード・ゲルアによる未実現の変容大聖堂の正面図
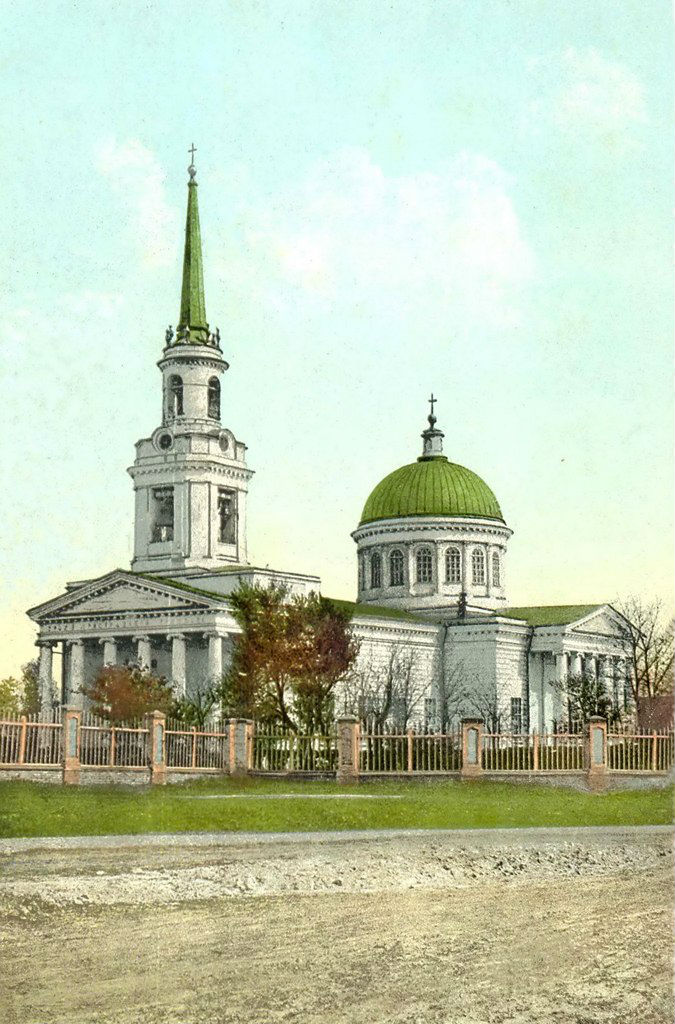
20世紀初頭の絵葉書
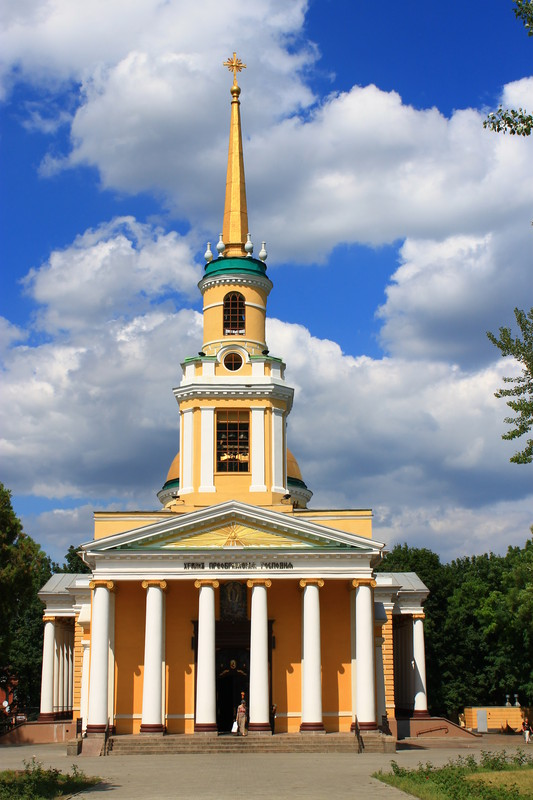
鐘楼を望む聖堂の正面ファサード
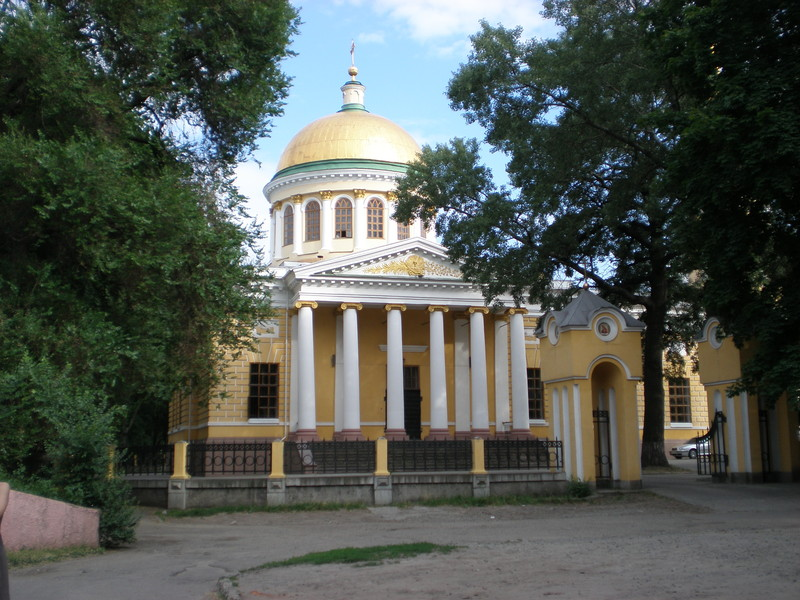
後部コロネードの眺め
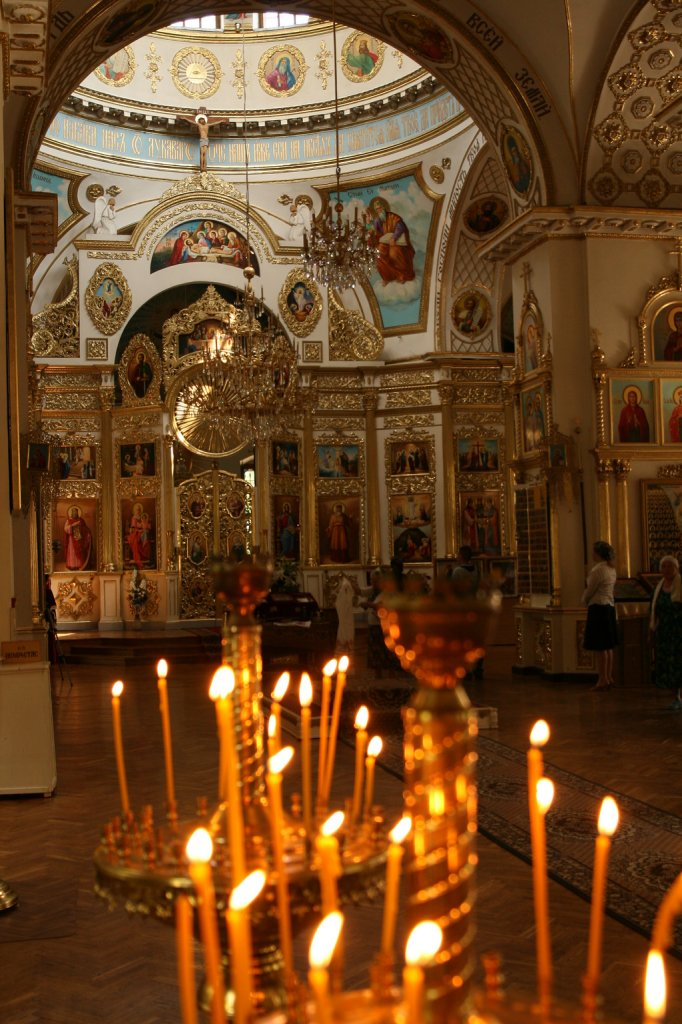
内部
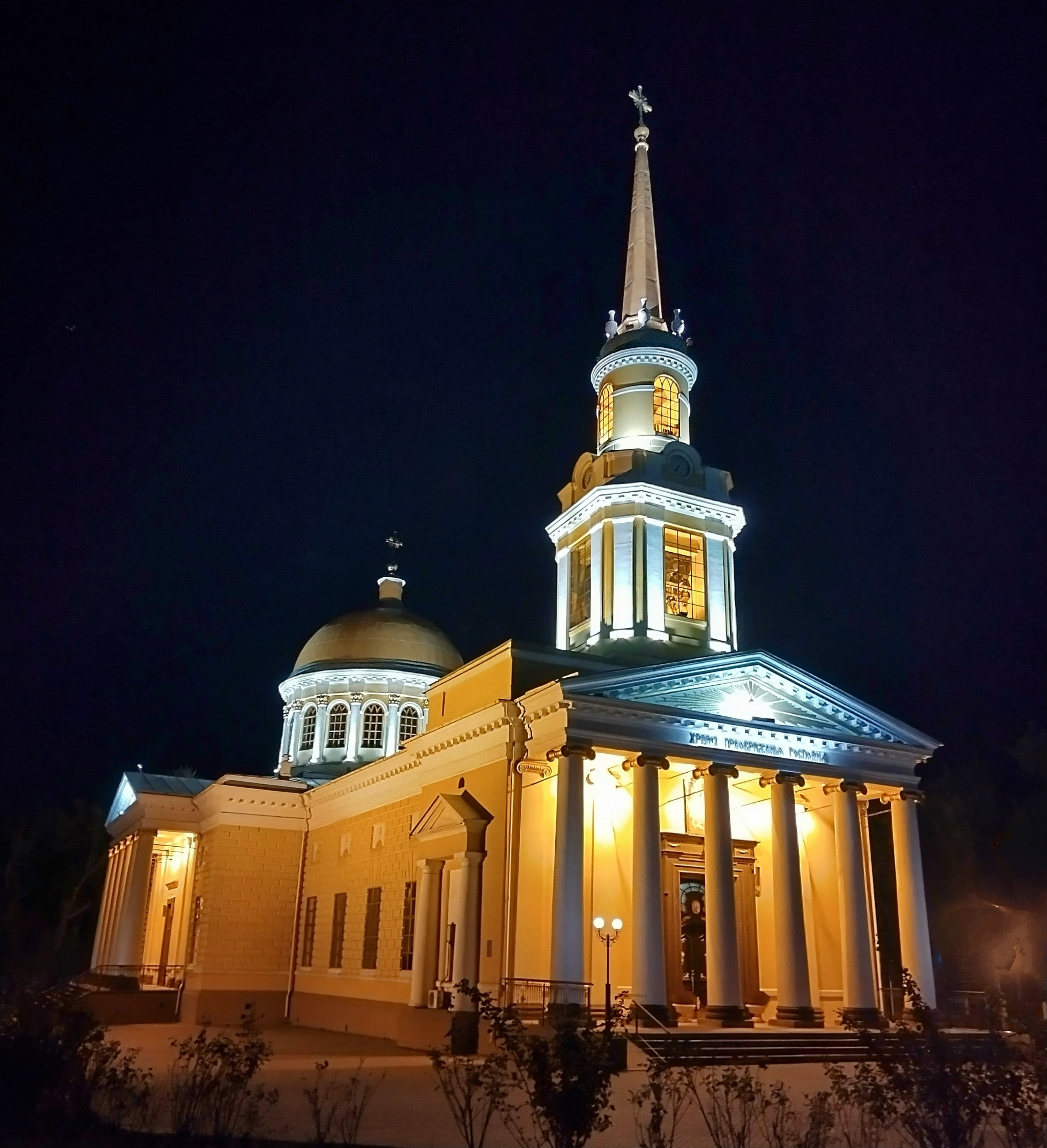
夜間のライトアップされた聖堂